# Martin Mozetič
Martin Mozetič, slovenski partizan prvoborec, * 1897, Renče, Nova Gorica.
Leta 1941 je vstopil v NOB, kjer je postal predsednik OF.

## Odlikovanja
- red zaslug za ljudstvo III. stopnje
- medalja zaslug za ljudstvo
- partizanska spomenica 1941